# Nadjaf
 (février 2016).
Si vous disposez d'ouvrages ou d'articles de référence ou si vous connaissez des sites web de qualité traitant du thème abordé ici, merci de compléter l'article en donnant les références utiles à sa vérifiabilité et en les liant à la section « Notes et références ».
Nadjaf (النجف en arabe ; aussi transcrite en « Najaf » ou « Najjaf ») est une ville d'Irak et la capitale de la province de Nadjaf. Elle est située à environ 160 km au sud de Bagdad. Sa population était estimée à 900 600 habitants en 2008.

## Histoire
L'histoire de la ville remonte à l'ère pré-islamique. Le texte le plus ancien, qui décrit un établissement humain sur une colline à une dizaine de kilomètres de la rive droite de l'Euphrate, date de l'époque du roi Nabuchodonosor. Elle est alors parsemée de monastères et temples de l'ère chrétienne du royaume d'Al-Hîra, puis reprise par Ali ibn Abi Talib (Kufa) comme sa capitale.
Elle comprend la ville historique d'Al-Hîra (fondée Uni d'Al-Hîra depuis l'an 260 AD[pas clair]) qui est située à 18 km au sud de Nadjaf, ainsi que la ville historique de Kufa (7 km à l'est de Nadjaf).
Nadjaf est importante aussi en raison de l'existence de la ville d'Al-Hîra qui comprend de nombreux châteaux historiques comme le château d'Al-Khowarnak et le château d'Al-Sadair qui fut construit par les rois d'Al-Hîra il y a plus de 1 600 ans.
Après la découverte de la tombe présumée d'Ali, sous le califat abbasside, la ville devient un lieu de pèlerinage qui fait d'elle le troisième lieu saint de l'islam chiite.
Le traité d'Amasya, en 1555, transfère Nadjaf de la domination séfévide à celle des Ottomans.
Pendant la guerre d'Irak qui voit l'invasion du pays par une coalition dirigée par les États-Unis, la ville est le théâtre, à trois reprises, d'affrontements, en 2003, en 2004, puis en 2007 (en). En 2003, un attentat à la voiture piégée fait 82 morts devant le mausolée d'Ali.

## Culture
La ville est un haut lieu de l'islam chiite et le centre du pouvoir politique chiite en Irak. Elle abrite notamment le mausolée d'Ali. Nadjaf est le quatrième lieu saint chiite, derrière La Mecque, Médine, Jérusalem et devant Kerbala. Sa hawza est la plus importante avec celle de Qom. Nadjaf et la région environnante sont riches en antiquités et trésors archéologiques datant de milliers d'années, en particulier dans la ville historique d'Al-Heera.

## Le cimetière de Wadi al-Salam
Nadjaf possède la plus importante nécropole du monde, vieille de 1 400 ans, qui s'étend sur 6 kilomètres carrés, des millions de chiites y sont enterrés. On y compte plusieurs centaines d'enterrements par jour. Le cimetière de Wadi al-Salam (traduit par « la vallée de la paix ») est l'endroit où peuvent se faire enterrer tous les chiites du monde.

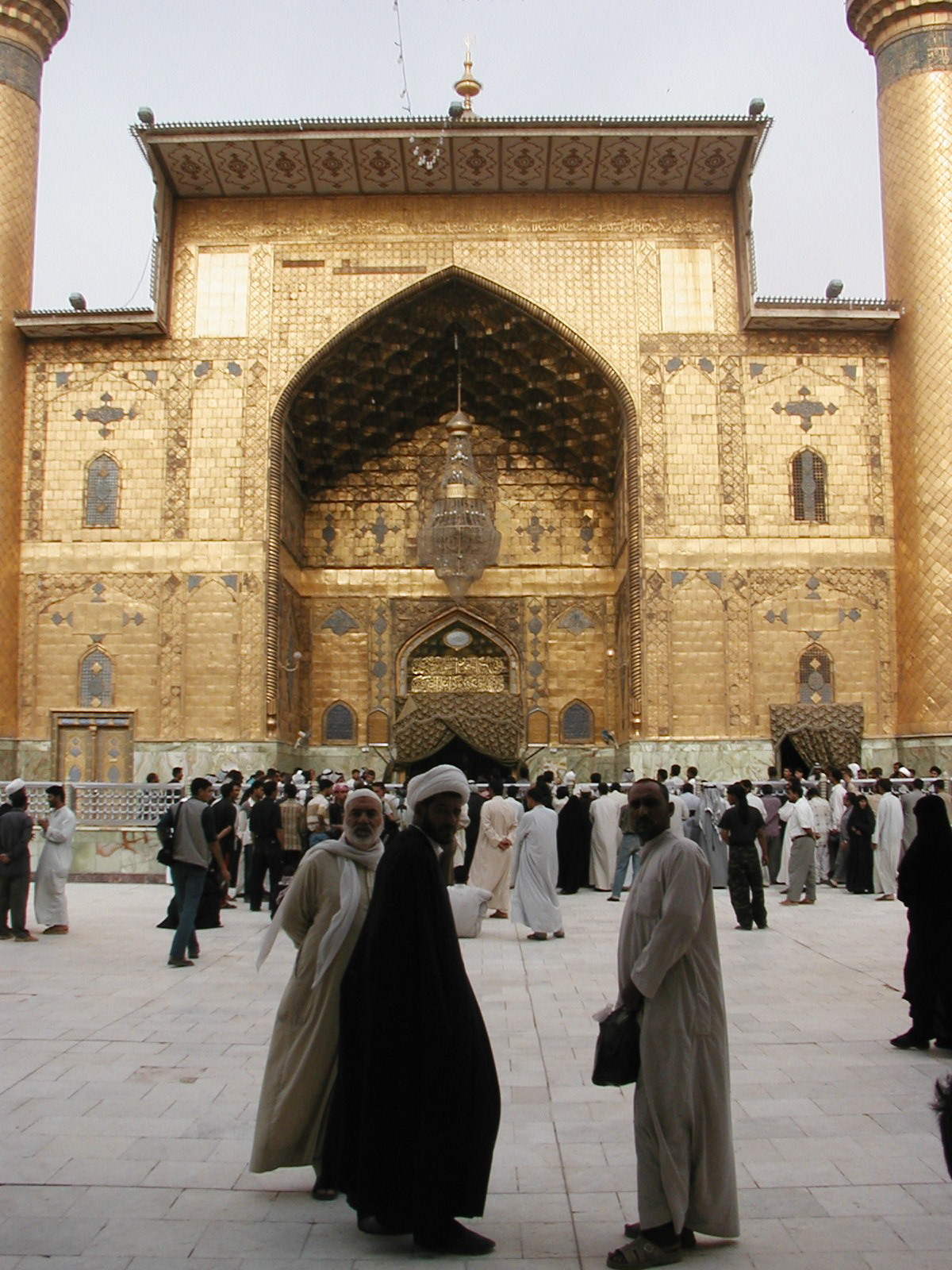
Mausolée d'Ali ibn Abi Talib, Nadjaf.

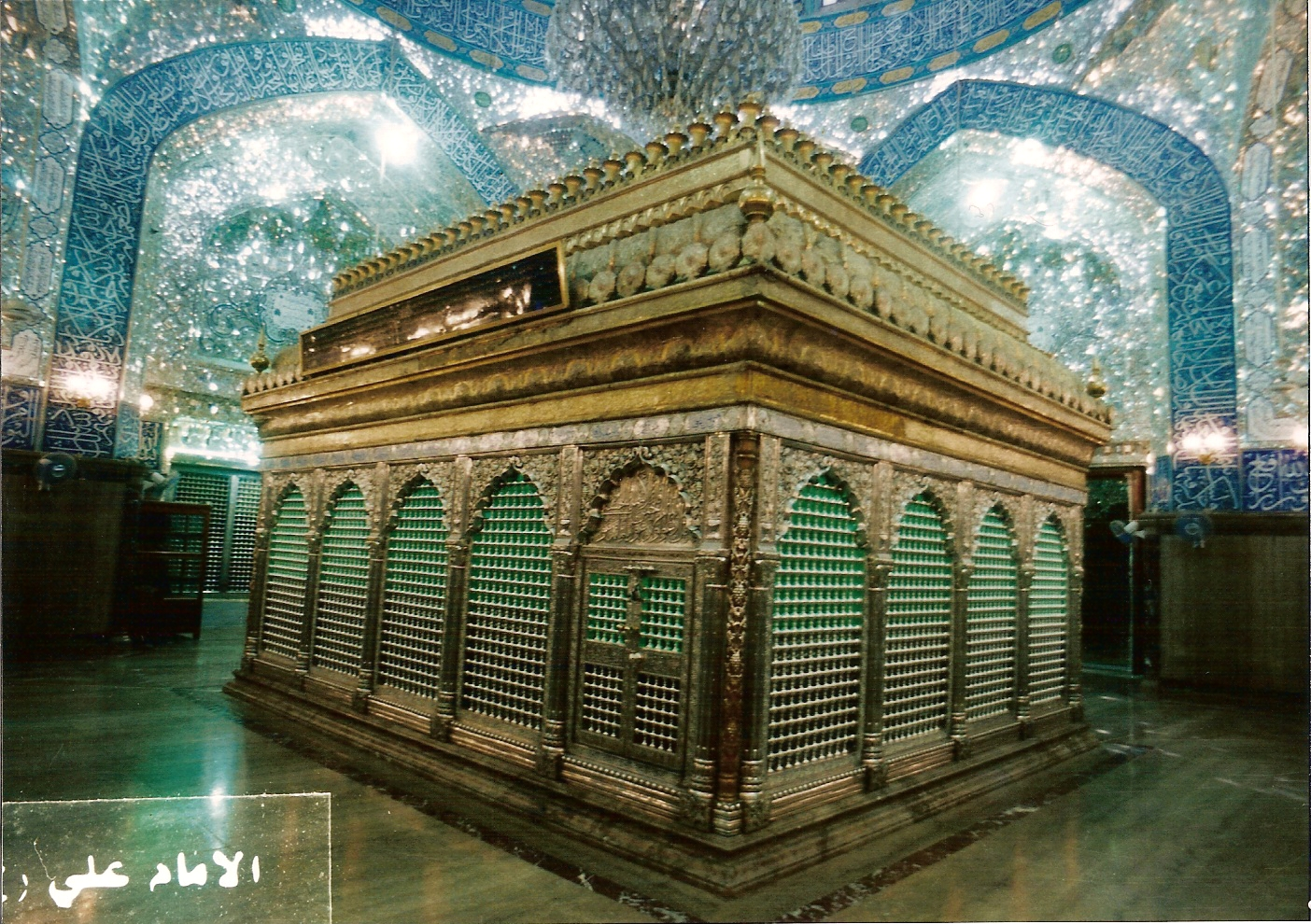
Le tombeau d'Ali, à l'intérieur du mausolée.

### Sanctuaires
- Le sanctuaire de l'imam Ali bin Abi Talib, ou mosquée Imam Ali ;
- Le tombeau du prophète Hood, le sanctuaire du prophète Salih, le tombeau du prophète Noé et le tombeau du prophète Adam ;
- La grande mosquée de Koufa et les tombeaux de Muslim bin Aqeel et de Hani bin Ourwah ;
- Le sanctuaire de l'Imam Zaine El Abidine ;
- Le sanctuaire de l'Imam al-Mahdi ;
- Le sanctuaire de Mohammed bin Alhanafia bin Ali bin Abi Talib ;
- Le sanctuaire de Rokaia (fille de Al-Imam Al-Hassein bin Ali).

Et plusieurs sanctuaires de Kufa, y compris :
- Le sanctuaire de Muslim bin Aqeel ;
- Le sanctuaire de Hani bin Ourwah ;
- Le sanctuaire de garçons de Al-Imam Al-Kadhim ;
- Le sanctuaire de Maitham al-Tamar ;
- Le sanctuaire de Al-Mokhtar bin Abi Obaid Althagafi ;
- Le sanctuaire de Rashid Alhujri ;
- Le sanctuaire de Zaid bin Ali.

## Économie
Nadjaf est reconnue pour son agriculture (culture du riz, du blé, des légumes, grâce à une hydrologie favorable), pour son industrie du vêtement, de l'or et pour son artisanat.
Nadjaf comprend également un centre d'élaboration de riz dans Michkhab (qui produit plusieurs variétés de riz irakiennes de qualité comme Anber ou Jassmine) et la culture du palmier et de plantes diverses.

## Éducation
Nadjaf est une ville universitaire avec des écoles et un séminaire religieux, des dizaines d'universités, des instituts et des écoles religieuses, en plus de sept universités de l'Académie, comme l'université de Koufa, qui est considérée comme l'une des universités irakiennes les plus importantes, l'université de Alforat Alawsset de technique, ainsi que d'un certain nombre d'universités et d'instituts scientifiques et plusieurs grands hôpitaux.

## Sport
Nadjaf a de nombreux centres culturels ainsi que quelques stades et grands clubs sportifs, y compris Nadjaf, Koufa et le club de Al-Khowarnak.

## Personnalités liées
- Abbas Akhoundi (né en 1957), homme politique iranien
- Ahmed Al-Qoubandji (né en 1958), intellectuel musulman
- Abbas Tabrizian (né en 1962), ayatollah iranien